# Nasdaq Riga
Nasdaq Riga, antiguamente Bolsa de valores de Riga, es la única bolsa de valores que opera en Riga, Letonia. Es propiedad del Nasdaq, que también opera bolsas de valores en los EE. UU., Dinamarca, Suecia, Finlandia, Islandia, Armenia, Lituania, y Estonia. Fue fundado en 1993.
La Bolsa de valores de Riga, conjuntamente con la Bolsa de valores de Vilnius y la Bolsa de valores de Tallinn forma parte del mercado conjunto báltico que fue establecido para minimizar las barreras de inversión entre los mercados letón, lituano y estonio.
OMX Riga (OMXRGI) es un índice de todas las acciones que cotizan en la bolsa de valores de Riga.
La bolsa tiene una sesión pre-mercado de 08:30am a 10:00am, un periodo normal de sesiones de 10:00am a 04:00pm, y una sesión post-mercado de 04:00pm a 04:30pm.